# Narodowy Teatr Japonii
Narodowy Teatr Japonii (jap. 国立劇場 Kokuritsu Gekijō) – kompleks dwóch gmachów teatralnych zawierających łącznie trzy sceny. Położony w dzielnicy Chiyoda w Tokio.

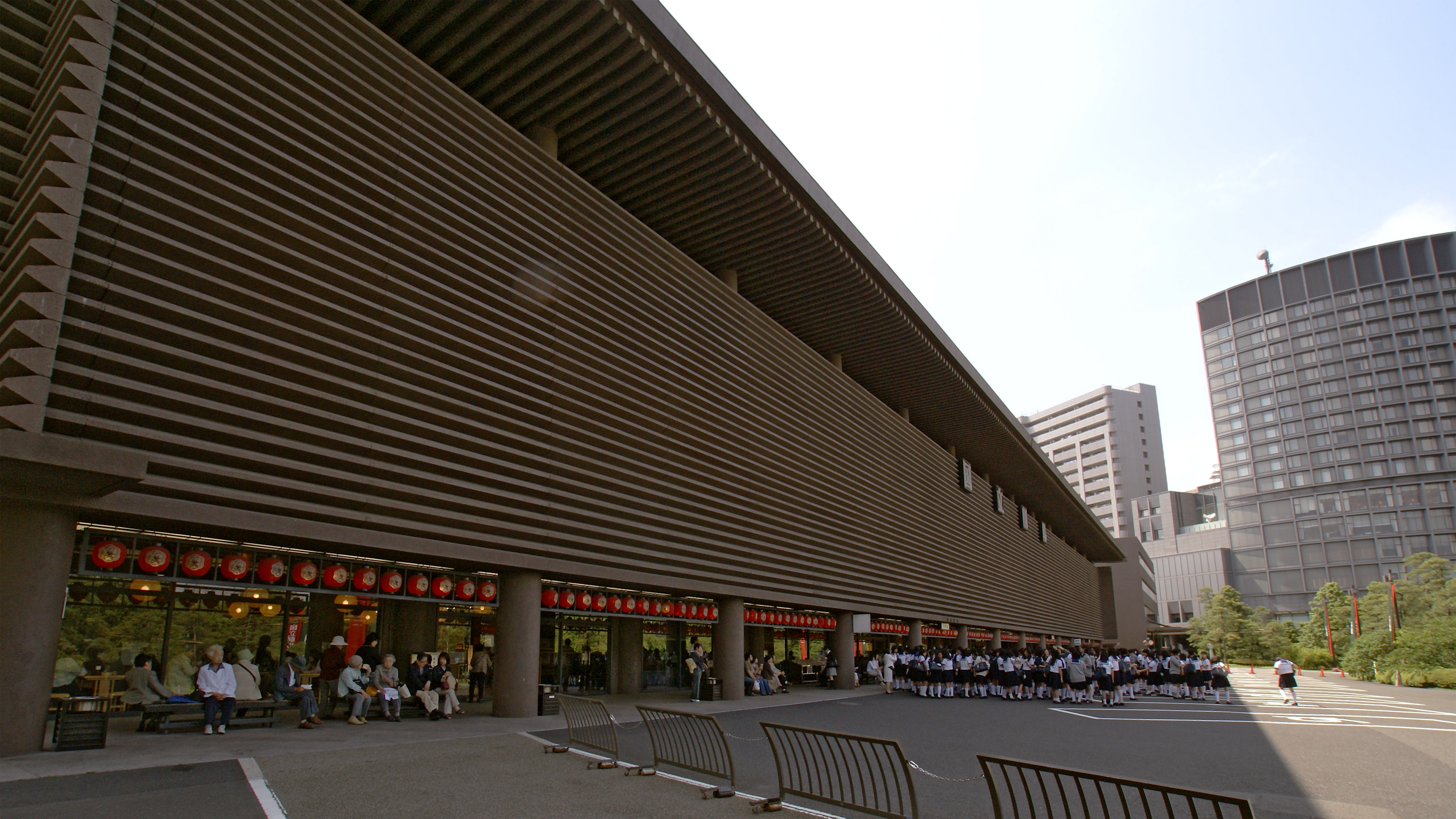
Budynek Narodowego Teatru Japonii

Wraz z kilkoma innymi, mającymi status teatrów narodowych, jest zarządzany przez organizację rządową Japan Arts Council.
W większości gości spektakle tradycyjnych sztuk scenicznych Japonii: kabuki, buyō, bunraku, gagaku oraz przedstawienia komediowe rakugo i manzai.